# Kerstin Radomski

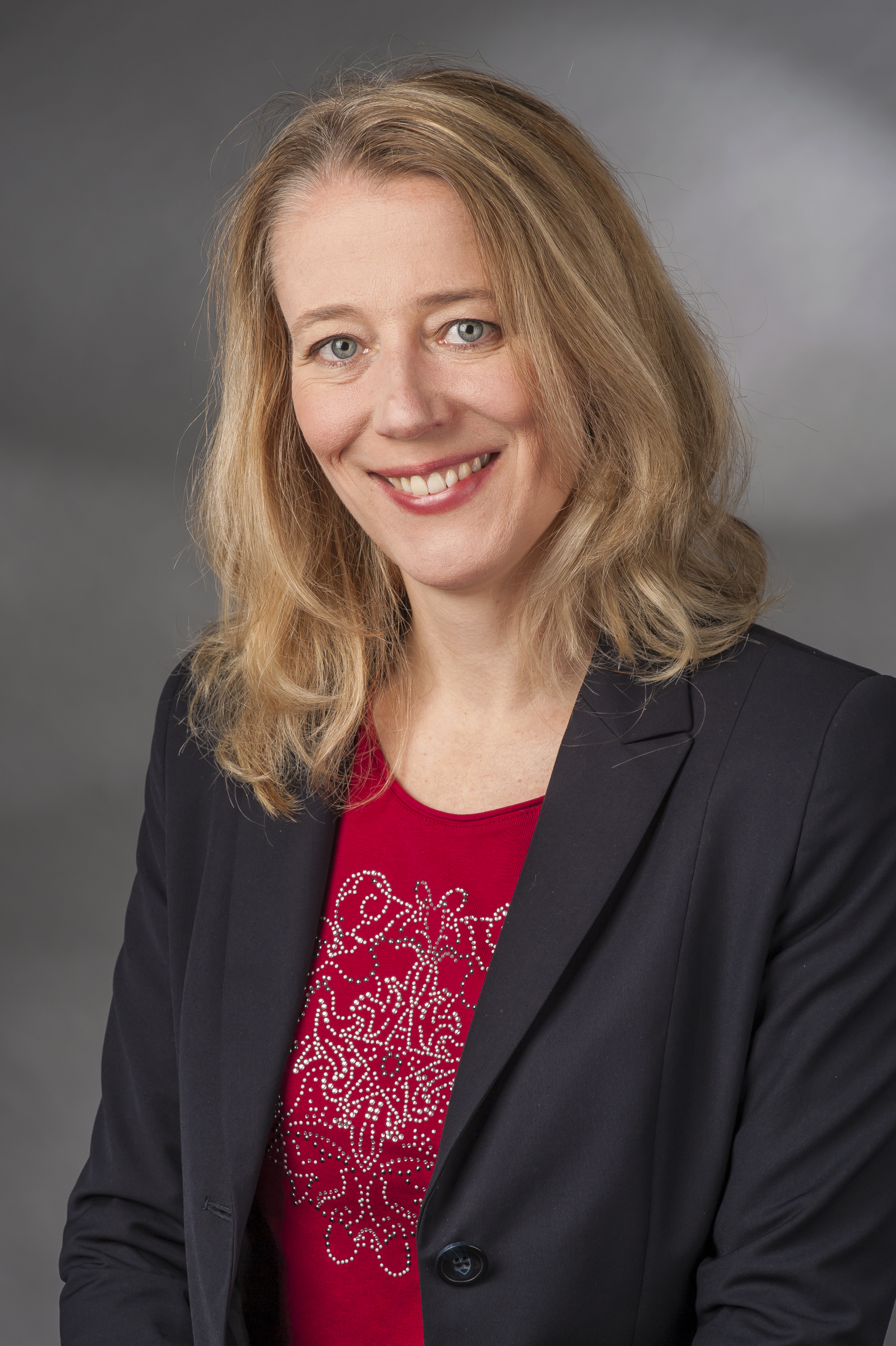
Kerstin Radomski (2014)

Kerstin Christiane Radomski (* 1. November 1974 in Hüls) ist eine deutsche Politikerin in der CDU und Lehrerin. Sie ist seit 2013 Mitglied des Deutschen Bundestages.

## Leben und Beruf
Nach dem Abitur am Fichte-Gymnasium in Krefeld studierte Radomski Agrarwissenschaften, Biologie und Erdkunde auf Lehramt. Nach Abschluss des Studiums und Referendariat im Jahr 2004 unterrichtete sie an der Waldschule Eschweiler. Anfang 2008 wechselte sie zur Gesamtschule Mönchengladbach-Hardt, wo sie in den Fächern Biologie und Erdkunde als Studienrätin tätig war. 2013 wechselte sie an das Maria-Sibylla-Merian Gymnasium. Radomski ist geschieden und Mutter von zwei Töchtern.

## Partei
Radomski trat 1999 in die Junge Union (JU) und deren Mutterorganisation CDU ein und war von 2001 bis 2003 Mitglied des Landesvorstandes der JU sowie von 2003 bis 2008 Vorsitzende des JU-Bezirksverbandes Niederrhein. Sie ist seit 1998 Mitglied des CDU-Kreisvorstandes Krefeld, seit 2008 Vorstandsmitglied der CDU Niederrhein und seit 2006 Mitglied des Landesvorstandes der CDU NRW.

## Ehrenamtliche Tätigkeit
Sie ist Mitglied im Naturwissenschaftlichen Verein zu Krefeld e. V., im Verein für Heimatkunde e. V. Krefeld 1918 und in der Schutzgemeinschaft Deutscher Wald (SDW). Darüber hinaus engagiert sie sich im Arbeitskreis Krefelder Frauenverbände (AKF), der jährlich u. a. „Spiel ohne Ranzen“ ausrichtet, ein jeweils in der ersten Woche der Sommerferien stattfindendes kostenloses Ferienangebot für Kinder und Jugendliche im Krefelder Stadtwald.

## Bundestagskandidatur
Kerstin Radomski bewarb sich 2009 erstmals um das Direktmandat im Bundestagswahlkreis Krefeld II – Wesel II, zu dem die Städte Krefeld sowie Neukirchen-Vluyn und Moers gehören,  verlor aber mit 35,1 Prozent der Erststimmen gegen Siegmund Ehrmann von der SPD. Bei der Bundestagswahl 2013 zog Radomski über Platz 40 der Landesliste Nordrhein-Westfalen in den Deutschen Bundestag ein. Bei der Direktwahl war sie mit 40,1 Prozent der Erststimmen wiederum knapp an Ehrmann gescheitert. Bei der Bundestagswahl 2017 wurde sie mit 36,8 Prozent erstmals direkt in den Bundestag gewählt.
Im 19. Deutschen Bundestag ist Radomski ordentliches Mitglied im Rechnungsprüfungsausschuss, sowie im Haushaltsausschuss gewesen. Zudem gehörte sie als stellvertretendes Mitglied dem Ausschuss für Bildung, Forschung und Technikfolgenabschätzung an.
Im 20. Deutschen Bundestag ist sie ordentliches Mitglied des Vertrauensgremiums zur Billigung der Haushaltspläne der Nachrichtendienste des Bundes gewesen.
Bei der Bundestagswahl 2025 erzielte sie mit 31,91 % das beste Ergebnis im Bundestagswahlkreis Krefeld II-Wesel II und ist in den 21. Deutschen Bundestag wieder eingezogen. Radomski ist Mitglied der Parlamentariergruppe der überparteilichen Europa-Union Deutschland, die sich für ein föderales Europa und den europäischen Einigungsprozess einsetzt.